# Arilza Coraça
Arilza Coraça (18 febbraio 1951) è un'ex cestista e allenatrice di pallacanestro brasiliana.

## Carriera
Con il Brasile ha disputato i Campionati mondiali del 1975 e i Giochi panamericani di Città del Messico 1975.